# Jerzy Paul
Jerzy Stanisław Paul (ur. 8 listopada 1972 w Nowej Sarzynie) – polski polityk i samorządowiec, burmistrz Nowej Sarzyny (2010–2015), poseł na Sejm VIII i IX kadencji.

## Życiorys
W 2011 ukończył studia inżynierskie z zakresu ogrodnictwa (specjalność kształtowanie terenów zielonych) w Wyższej Szkole Inżynieryjno-Ekonomicznej w Rzeszowie. Prowadził przez kilkanaście lat prywatny ośrodek szkolenia kierowców. Zaangażował się w działalność polityczną w ramach Prawa i Sprawiedliwości, objął funkcję przewodniczącego struktur tej partii w powiecie leżajskim. W latach 2006–2010 pełnił funkcję radnego Nowej Sarzyny. W 2010 został wybrany na burmistrza tej miejscowości, w 2014 z powodzeniem ubiegał się o reelekcję na to stanowisko.
W wyborach parlamentarnych w 2015 kandydował do Sejmu w okręgu rzeszowskim. Uzyskał mandat posła VIII kadencji, otrzymując 12 540 głosów. W wyborach w 2019 z powodzeniem ubiegał się o reelekcję, uzyskując 16 094 głosy. W wyborach w 2023 nie został ponownie wybrany. W wyborach samorządowych w 2024 uzyskał mandat radnego Sejmiku Województwa Podkarpackiego VII kadencji z wynikiem 14 005 głosów.

## Życie prywatne
Żonaty z Marzeną. Ma syna Dawida i córkę Oliwię. Zamieszkał w Sarzynie.